# ماچئی موسیاو
ماچئی موسیاو (لهستانی: Maciej Musiał؛ زادهٔ ۱۱ فوریهٔ ۱۹۹۵) بازیگر، صداپیشه و تهیه‌کننده اهل لهستان است.
از فیلم‌ها یا مجموعه‌های تلویزیونی که وی در آن‌ها نقش داشته‌است، می‌توان به خرده‌دهقانان، تله، خون از خون، هتل زرافه و کرگدن، کلانگور، یک خانواده لهستانی،‌ قانون حقیقی، ۱۹۸۳، پدر متیو، هتل ۵۲ و ویچر اشاره نمود.